# Бретвил
Бретвил (фр. Bretteville) насеље је и општина у северној Француској у региону Доња Нормандија, у департману Манш која припада префектури Шербур-Октевил.
По подацима из 2011. године у општини је живело 1062 становника, а густина насељености је износила 183,74 становника/km². Општина се простире на површини од 5,78 km². Налази се на средњој надморској висини од 69 метара.

## Демографија
| 1962. | 1968. | 1975. | 1982. | 1990. | 1999. | 2011. |
| ----- | ----- | ----- | ----- | ----- | ----- | ----- |
| 454   | 455   | 542   | 680   | 1.008 | 1.075 | 1.062 |

График промене броја становника у току последњих година